# Lomsjön (Roslags-Kulla socken, Uppland)
Lomsjön är en sjö i Österåkers kommun i Uppland och ingår i Norrtäljeån-Åkerströms kustområde. Sjön är 2 meter djup, har en yta på 0,01 kvadratkilometer och befinner sig 14 meter över havet.